# Apotheon
Apotheon è un videogioco d'azione ed a piattaforme sviluppato e pubblicato da Alientrap per i sistemi Microsoft Windows e PlayStation 4 il 3 febbraio 2015 e per Linux e macOS il 10 febbraio dello stesso anno. Questo è il secondo gioco commerciale della Alientrap, e utilizza una grafica unica in stile pittura nera su ceramica greca.

## Trama
Siamo nell'Antica Grecia. Gli Dei dell'Olimpo hanno iniziato a punire l'umanità poiché Zeus, padre di tutti gli Dei, ha comandato ai suoi figli di smettere di dare regali ai mortali. Di conseguenza, l'umanità è abbandonata dagli Dei e condannata ad assistere alla propria rovina, senza cibo, senza acqua, senza luce, e senza protezione.
Il villaggio di Dion è attaccato dai barbari che seminano morte, terrore e distruzione ovunque vadano; Nikandreos, uno degli abitanti del villaggio, è costretto ad armarsi e, assistito da alcuni soldati superstiti, respinge i barbari e giunge a uccidere il loro capo Ofione il Tiranno. Arrivato al tempio per chiedere spiegazioni sul perché gli dei hanno abbandonato l'umanità, Nikandreos si trova faccia a faccia con Era, moglie di Zeus, che lo congratula per aver salvato il villaggio. Volendo anch'ella vendetta, Era chiede a Nikandreos di aiutarla a soppiantare Zeus e i suoi figli in modo così che il mortale possa portare i doni degli Dei agli umani e salvare il mondo. Nikandreos accetta e ascende così al monte Olimpo, dove inizierà la sfida agli dei.
Entra nell'Agorà dell'Olimpo, troverà Dioniso, dio del vino, che sotto un invito alla sua festa nasconde la sfida di bere tutte le sue 10 anfore di vino; Nikandreos supera la sfida e si guadagna le simpatie di Dioniso, che gli chiede di recuperare i regali da Apollo, Demetra e Artemide. L'eroe si dirige quindi nella foresta di Artemide, dea della caccia, dove si imbatte in un gruppo di ninfe le quali gli riferiscono che per poter incontrare Artemide deve dimostrarsi degno uccidendo varie creature magiche e satiri che infestano il santuario. Portato a termine il suo compito giunge al cospetto di Artemide, la quale dopo un breve dialogo attacca Nikandreos trasformandolo in un cervo, desiderosa di cacciare una degna preda. Nello scontro che segue i due vengono alternativamente trasformati in cervo scambiandosi i ruoli di cacciatore e preda, ma alla fine Nikandreos trionfa riuscendo persino ad uccidere la dea della caccia, ottenendo così il suo arco. L'eroe si dirige quindi verso il tempio di Afrodite che gli indica la direzione per il tempio di Apollo. Mentre si avvicina al dio del sole, però, Nikandreos perde i sensi e si risveglia in una prigione; riuscirà a evadere con l'aiuto di Elio, suo compagno di cella e precedente dio del sole. Battuto anche il ciclope guardiano Bronte, Nikandreos salva poi Dafne eliminando tutti i capitani di Apollo che le stavano di guardia e trasformandola da un albero a umana, e riesce anche a liberare i cavalli che trainano il carro del Sole. Alla fine, Nikandreos uccide Apollo nonostante si trovi nell'oscurità, e ottiene la sua lira. Successivamente trova Demetra, la quale gli propone invece un patto: se riesce a riportare da lei la figlia Persefone, riceverà in cambio il suo fascio di grano. Nikandreos scende quindi nel regno dell'Ade, dove affronterà le prove dei cinque fiumi (Stige dell'Odio, Lethe dell'Oblio, Archeronte dell'Agonia, Cocito del Pianto e Flegedonte della Fiamma), ma anche lo spettro di Ofione, ucciso nella parte iniziale del gioco; trovati infine Ade e Persefone, quest'ultima gli dona i suoi semi cosicché possa piantare i frutti, cibo per la terra. Nikandreos torna da Demetra, la quale, felice di saperla sana e salva, gli dà le sue simpatie e come da accordo gli dà il suo fascio di grano. Ma mentre Nikandreos si dirige di nuovo verso il suo villaggio, viene fermato da Zeus, il quale, richiamato da Era, lo accusa di arroganza nel tentativo di diventare un Dio e lo rispedisce sulla Terra.
Tornato nel mondo mortale, Nikandreos trova il suo villaggio in una rovina maggiore, con l'ira degli dei estesa ad un livello fisico. Era riappare e chiede scusa a Nikandreos per averlo tradito, ma lo avverte anche che Zeus ha mandato il fratello Poseidone e i figli Ares e Atena per distruggere l'intero genere umano, così Nikandreos torna nell'Acropoli dell'Olimpo per affrontare tutti e tre gli Dei. Prima di sfidare Poseidone, l'eroe affronta e sconfigge Ipparco in una lotta in cui dovrà anche cavalcare; poi, mentre sta viaggiando in mare, viene raggiunto da Poseidone, ma lo uccide e ottiene il suo tridente. In seguito Atena sfida Nikandreos in tre prove d'abilità, superate le quali ella si arrende e gli concede la sua aegis (qui si potrà scegliere se lasciarla andare oppure ucciderla). Infine, Ares infonderà la sete di sangue a tutti i presenti intorno a lui, per cui Nikandreos dovrà farsi strada tra la follia omicida dei presenti, affrontando prima Phobos e Deimos, poi i giganti gemelli Aloadi Efialte e Oto, e infine Diomede, il quale in punto di morte gli regalerà la sua lancia, con la quale aveva ferito Ares. Nikandreos usa quindi la lancia contro il dio della guerra, ucciso il quale ottiene la sua cresta.
Tornato nel suo villaggio, Nikandreos lo ritrova completamente distrutto e disabitato; poiché però i poteri degli altri dei sono nelle sue mani, viene incaricato da Era di tornare all'Olimpo per uccidere Zeus. In un semplice, ultimo assalto alla fortezza del re degli dei, Nikandreos ascende nei cieli dell'Olimpo, ma una volta arrivato al cuore della roccaforte, trova Era in catene, imprigionata da Zeus che ha compreso il suo tradimento. Segue quindi una lunga battaglia nella quale Nikandreos batte Zeus, ottenendo le sue saette; quando Era gli chiede di liberarlo, Nikandreos rifiuta, stufo di tutte queste leggi imposte dagli Dei (pur senza conseguenze, si può scegliere di limitarsi a lasciare sola Era oppure ucciderla).
Sceso sulla TErra, Nikandreos vede che Zeus non solo è ancora vivo, ma è anche diventato un gigante; pieno di superbia, il re degli dei si vanta delle sue imprese, quali lo scontro con suo padre Crono, la vittoria sui Titani, la sconfitta della Gigantomachia e l'imprigionamento di Tifone. Ma Nikandreos, grazie al potere degli altri Dei, diventa anch'esso un gigante, e dopo una brutale battaglia, uccide definitivamente il re degli Dei. Vedendo la Terra in triste rovine, Nikandreos vaga senza meta, finché poi vede un piccolo ammasso di argilla; d'istinto, egli lo modella in una forma umana e gli dona la vita, segnando la caduta degli Dei e la rinascita dell'umanità.
Il termine Apotheon vuol dire in greco "esaltato allo stato divino", e rappresenta la deificazione di Nikandreos alla fine del gioco.

## Modalità di gioco
Apotheon è un gioco d'azione bidimensionale ambientato nell'Antica Grecia. Il giocatore impersona Nikandreos, un mortale che abita nel villaggio di Dion, e che verrà aiutato da Era per combattere e salvare l'umanità. Il giocatore potrà raccogliere armi quali spade, mazze, coltelli, archi, frecce, giavellotti, scudi e lance, e oggetti curativi oppure capaci di rinforzare la propria armatura. Armi e scudi possiedono una barra sotto le rispettive icone, chiamata durabilità, la quale rappresenta il numero di colpi che possono essere inflitti o a cui possono essere esposte prima di andare in frantumi. Inoltre, azioni specifiche consumeranno energia identificata da una barra azzurra chiamata stamina. Nel gioco sono presenti anche dei piccoli extra che contengono citazioni ad opere greche. Sono presenti 3 livelli di difficoltà.

## Accoglienza
| Testata                            | Versione | Giudizio |
| ---------------------------------- | -------- | -------- |
| Metacritic (media al 31-01-2020)   | PC       | 78/100   |
| Metacritic (media al 31-01-2020)   | PS4      | 76/100   |
| GameRankings (media al 31-01-2020) | PC       | 80%      |
| GameRankings (media al 31-01-2020) | PS4      | 70%      |
| Multiplayer.it                     | PC       | 8.0/10   |
| IGN                                | PC       | 7.5/10   |

Apotheon è stato accolto in modo positivo dalla critica, ricevendo dalla Metacritic un punteggio di 79/100 per la versione PC e di 77/100 per la versione PS4, grazie anche all'estetica e al sistema di combattimento, punti di forza del gioco. John-Paul Jones, della GameWatcher, lo accoglie come una rinascita delle serie di Castlevania e Metroid, indicando un'influenza chiamata Metroidvania. GameRankings ha dato un punteggio dell'80% alla versione PC e del 70% a quella PS4. Tuttavia, le meccaniche del gameplay sono state considerate piuttosto superficiali secondo vari critici, ed alcuni possessori della versione PS4 hanno riscontrato crash e bug che hanno ostacolato l'esperienza di gioco.